# New Milford (New Jersey)
New Milford ist eine Stadt im Bergen County, New Jersey, USA. Das U.S. Census Bureau hat bei der Volkszählung 2020 eine Einwohnerzahl von 16.923 ermittelt.

## Geographie
Nach den Angaben des United States Census Bureaus hat die Stadt eine Gesamtfläche von 6,0 km2, wobei keine Wasserflächen miteinberechnet sind.

## Geschichte
Der National Park Service weist für New Milford zwei Häuser im National Register of Historic Places (NRHP) aus (Stand 29. November 2018), das Demarest-Bloomer House und das Jacobus DesMarest House.

## Demographie
Nach der Volkszählung von 2000 gibt es 16.400 Menschen, 6.346 Haushalte und 4.277 Familien in der Stadt. Die Bevölkerungsdichte beträgt 2.741,2 Einwohner pro km2. 78,59 % der Bevölkerung sind Weiße, 2,62 % Afroamerikaner, 0,12 % amerikanische Ureinwohner, 14,76 % Asiaten, 0,02 % pazifische Insulaner, 1,86 % anderer Herkunft und 2,04 % Mischlinge. 8,09 % sind Latinos unterschiedlicher Abstammung.
Von den 6.346 Haushalten haben 29,2 % Kinder unter 18 Jahre. 55,9 % davon sind verheiratete, zusammenlebende Paare, 8,8 % sind alleinerziehende Mütter, 32,6 % sind keine Familien, 28,6 % bestehen aus Singlehaushalten und in 10,4 % Menschen sind älter als 65. Die Durchschnittshaushaltsgröße beträgt 2,54, die Durchschnittsfamiliengröße 3,18.
21,4 % der Bevölkerung sind unter 18 Jahre alt, 6,0 % zwischen 18 und 24, 31,8 % zwischen 25 und 44, 23,2 % zwischen 45 und 64, 17,6 % älter als 65. Das Durchschnittsalter beträgt 40 Jahre. Das Verhältnis Frauen zu Männer beträgt 100:92,9, für Menschen älter als 18 Jahre beträgt das Verhältnis 100:88,4.
Das jährliche Durchschnittseinkommen der Haushalte beträgt 59.118 USD, das Durchschnittseinkommen der Familien 77.216 USD. Männer haben ein Durchschnittseinkommen von 46.463 USD, Frauen 36.987 USD. Der Prokopfeinkommen der Stadt beträgt 29.064 USD. 3,4 % der Bevölkerung und 1,7 % der Familien leben unterhalb der Armutsgrenze, davon sind 2,8 % Kinder oder Jugendliche jünger als 18 Jahre und 6,5 % der Menschen sind älter als 65.